# Studiestöd
Studiestöd består i första hand av studiehjälp och studiemedel. Studiehjälp lämnas i form av studiebidrag, extra tillägg och inackorderingstillägg till yngre studerande vid utbildningar på grundskole- och gymnasienivå. Studiemedel lämnas i form av bidrag och studielån till äldre studerande vid alla typer av utbildningar som studiestöd kan lämnas för. Studiehjälp och studiemedel kan under vissa förutsättningar också lämnas för studier utomlands.
Studiestöd lämnas som huvudregel endast för den tid då studier bedrivs. Studiestöd kan emellertid också under vissa förutsättningar lämnas vid sjukdom, vård av barn och vård av närstående. 